# Моргадо, Бруно
Бруно Феррейра Моргадо (нем. Bruno Ferreira Morgado; 16 декабря 1997 года, Швейцария) — швейцарский футболист, нападающий. Ныне выступает за швейцарский клуб «Беллинцона».

## Карьера
Является воспитанником «Сьона». На старте сезона 2016/2017 стал подпускаться к тренировкам с основным составом. 11 сентября 2016 года в поединке 7 тура против «Туна» дебютировал в швейцарском чемпионате, выйдя в стартовом составе и проведя на поле весь матч.
Принимал участие в матчах юношеских сборных Швейцарии до 18 и 19 лет.